# Говоров, Игорь Васильевич
И́горь Васи́льевич Го́воров (10 сентября 1972, Каратау, Джамбульская область, Казахская ССР — 30 апреля 2012, Санкт-Петербург) — российский историк и педагог, доктор исторических наук (2004), профессор, профессор Санкт-Петербургского университета МВД России, полковник полиции.

## Биография
Родился в 1972 г. в г. Каратау (Казахстан) в семье молодых специалистов, направленных туда после окончания вуза. В 1989 г. окончил среднюю школу № 2 г. Петрозаводска и поступил
на исторический факультет Петрозаводского государственного университета, который с отличием закончил в 1994 г.
Дальнейшая служебная и научная карьера И. В. Говорова была связана с органами внутренних дел МВД России, вузами Санкт-Петербурга. С 1994 г. — на службе в центральном аппарате МВД Республики Карелия. Затем поступил и в 1998 г. окончил адъюнктуру Санкт-Петербургской академии МВД России. В 1998 г. защитил диссертацию на соискание ученой степени кандидата исторических наук «Репатриация на Северо-Западе РСФСР 1944—1949 гг.» С августа 1998 г. И. В. Говоров работал на кафедре истории (впоследствии — истории государства и права) Санкт-Петербургского университета МВД России.
В 2004 г. защитил диссертацию на соискание ученой степени доктора исторических наук «Государство и преступность в советской России (1945—1953 гг.)».
30 апреля 2012 г. по пути на работу был смертельно травмирован автомобилем. Похоронен на кладбище с. Рыкань Новоусманского района Воронежской области.

## Основные труды
- Говоров И. В. Разгул преступности в послевоенном Ленинграде и области // Вопросы истории. — 2003. — № 4. — С. 139—144.
- Говоров И. В. Преступность и борьба с ней в послевоенном Ленинграде (1945—1955): опыт исторического анализа. — СПб.: Изд-во С.-Петерб. ун-та, 2004. — 501 с.
- Говоров И. В., Кокуев С. Б. Теневая экономика и борьба с ней в Ленинграде в 1930—1940-х гг. // Вопросы истории. — 2008. — № 12. — С. 24—35.
- Говоров И. В. «Продажны все!» Коррупционный скандал в руководстве Санкт-Петербургской полиции // История Петербурга. — 2010. — № 4. — С. 59—66.
- Говоров И. В. «Товарищ взятка»: взяточничество в жизни послевоенного Ленинграда // Новейшая история России: время, события, люди: Сб. статей и воспоминаний (к 75-летию почетного профессора СПбГУ Г. Л. Соболева) / под ред. М. В. Ходякова. — СПб.: Фора-принт, 2010. — С. 349—361.
- Говоров И. В. «Товарищ взятка»: Взяточничество в жизни послевоенного Ленинграда (1945—1953) // Москва: Научная цифровая библиотека PORTALUS.RU. Дата обновления: 18 октября 2010. URL: https://portalus.ru/modules/rushistory/rus_readme.php?subaction=showfull&id=1287427871&archive=1398261453&start_from=&ucat=& (дата обращения: 18.07.2021).
- Говоров И. В. Коррупция в условиях послевоенного сталинизма (на материалах Ленинграда и Ленинградской области) // Новейшая история России. — 2011. — № 1. — 66—81.
- Говоров И. В. Проблема коррупции в российской полиции на рубеже XIX—XX вв. // Новейшая история России. — 2011. — № 2. — С. 122—140.
- Говоров И. В. Государство и преступность в сталинской России. 1945—1953 гг.: на материалах послевоенного Ленинграда. — М.: Олма : Торговый дом «Абрис», 2019. — 559 с.